# كاريدادي
كاريدادي بلدية في ولاية سيارا في المنطقة الشمالية الشرقية من البرازيل.